# Lake Forest (California)

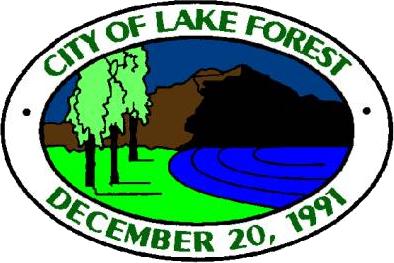
Sello de armas nacional de Lake Forest

Lake Forest es una ciudad en el Condado de Orange, California, Estados Unidos. La población era de 78,243 habitantes en 2007. Con 6.274 personas por milla cuadrada, es la más densamente poblada ciudad en el sur del condado hasta el día de hoy.

## Población
Lake Forest fue promovida al estatus de ciudad el 20 de diciembre de 1991. Antes de la votación de los residentes en ese año, la comunidad había sido conocida anteriormente como El Toro desde 1863. En el año 1874 José Serrano y su familia ocuparon once mil hectáreas del rancho que les había sido concedida por el Gobierno de México, y que con el tiempo llegó a manos de Dwight Whiting. El Rancho Niguel había sido concedido por Juan B. Alvarado, gobernador mexicano de California, a Juan Ávila y su hermana Concepción, viuda de un tal Pedro Sánchez en 21 de junio de 1842. De ellos pasó a otros dueños dividiendo se en parcelas, entre ellas las Yorbas, aunque en 1874 la mayor parte de ella era propiedad de Ciro B. Rawson. Jonathan E. Bacon también había tuvo una propiedad de mil seiscientos acres.
Con la excepción de los Serranos, establecidos en Aliso Canon, hubo un grupo de pioneros que vivieron en las estribaciones y a varios kilómetros por encima de El Toro, muchos de los cuales se encontraban entre los primeros pobladores de esta vecindad.
En 1992 apareció la noticia en los periódicos españoles del vínculo histórico entre los habitantes del Alto Palancia (Valencia) y esta zona de California, muchos apellidos son comunes en ambos territorios como Palomar, Clemente, Avila, etc, y corresponderían a antiguos pioneros que llegaron a EE. UU. fundando municipios. También existe la coincidencia que en el valle del Palancia existe el municipio de El Toro (cerca de Valencia) y que en las calles de Lake Forest aparecen las calles Aragón, Paseo de Valencia o El Toro.
Los límites de Lake Forest se fueron ampliando para incluir a las comunidades de Foothill Ranch y Portola Hills. Foothill Ranch y Portola Hills están previstas maestro que llevó la evolución de nuevas viviendas y centros comerciales a la frontera oriental del lago de los bosques en todo el decenio de 1990.La ciudad cuenta con dos "lagos" de la cual la ciudad toma su nombre. Los lagos son artificiales y condominios y casas de diseño que incluyen canchas de tenis, gimnasios, baloncesto, piscinas, etc. La diversidad de nombres a menudo crea confusión: algunas personas en el barrio Portola Hills, por ejemplo, puede recibir correo dirigido a ellos en Portola Hills, Lake Forest, o Trabuco Canyon. 
Lake Forest (junto con sus ciudades vecinas Mission Viejo e Irvine) está clasificada como una de las ciudades más seguras del país. La firma de investigación privada Morgan Quitno clasificado Lake Forest como la ciudad más segura 15a y otra empresa más tarde en el puesto 10 en Lake Forest en 2007 en los Estados Unidos.
El código postal 92679 es una Trabuco Cañón código postal, aunque no un espacio único en el código postal es Trabuco Canyon. 
En la ciudad de Lake Forest fue fundada la marca de zapatos skate etnies.
- Datos: Q752671
- Multimedia: Lake Forest, California / Q752671